# Petr Janda
Pour les articles homonymes, voir Janda.
Petr Janda, né le 2 mai 1942 à Prague, est un chanteur de rock tchèque, auteur-compositeur, guitariste, propriétaire du studio d'enregistrement Propast et actionnaire majoritaire de l'agence musicale et maison d'édition Best IA. 
Petr Janda est le leader du groupe Olympic, pour lequel il a composé de nombreux tubes. Il est l'une des figures les plus importantes de l'histoire de la scène musicale tchèque.

## Biographie
Il fait ses débuts dans le groupe Sputnici (cs) dont il est un des guitaristes en 1959. Il joue ensuite dans le groupe Big Beat Quintet (ou BBQ), où ses coéquipiers sont Pavel Chrastina (cs) et Jan Antonín Pacák (cs). Depuis 1963, il est le leader du groupe Olympic. En 1964, il se produit aussi avec le groupe Ondráš au Théâtre Semafor. Avec Olympic, il fait son entrée dans les studios d'enregistrement, sur les disques de gramophone, à la radio et à la télévision. Le groupe est soutenu par le magazine Mladý svět (cs). Le groupe participe aux festivals de chansons politiques de Sokolov (Festival politické písně Sokolov (cs). Dans le groupe, Janda joue de la guitare électrique et acoustique en solo, est l'auteur de la musique et de quelques paroles, chante et, depuis la seconde moitié des années soixante, en est le leader. 
Dans les années 1974-1976, Janda se classe 8e dans le sondage populaire du Rossignol d'or du magazine Mladý svět. Son groupe, Olympic, est encore mieux placé et remporte trois fois le sondage dans les années 1981-1983 et trois autres fois dans les années 1996-1998 lors de la compétition qui lui a succédé Český slavík (cs).
De 1992 à 1997, Petr Janda est président du comité de l'Association pour la protection du droit d'auteur (Ochranný svaz autorský (cs), OSA). En 2004, il se présente sans succès au Sénat dans le district de Kutná Hora en tant que candidat non partisan du mouvement des Indépendants. 
Il reçoit en 2024 la Médaille du Mérite (Medaile Za zásluhy (cs)), 1er degré, pour services rendus à l'État dans le domaine de l'art.

### Vie privée
Sa première épouse est Jana Jandová, décédée d'un cancer en 1991. Il a eu une fille, Marta (née en 1974), et un fils, Petr (né en 1967), décédé en 2001, également d'un cancer. Sa deuxième épouse est la présentatrice Martina Jandová, avec qui il a une fille, Eliška (née en 1992). Sa troisième épouse est Alice Jandová, avec qui il a des filles Anežka (née en 2009) et Rosalia (née en 2012). De son fils Petr, il a deux petits-fils, Matouš (né en 1991) et Petr (né en 1995), et de sa fille Marta, il a une petite-fille, Marija (née en 2013).
Sa fille Marta s'est fait connaître en tant que chanteuse du groupe allemand Die Happy, son frère Slávek Janda (cs) dirige le groupe Abraxas et leur cousin est le guitariste et compositeur Luboš Andršt (cs).

## Discographie
- 1998  : Co je dobrý a co zlý
- 2008  : Jednou jó, jednou né